# Орлицька волость
Орлицька волость — адміністративно-територіальна одиниця Кобеляцького повіту Полтавської губернії з центром у містечку Орлик.
Старшинами волості були:
- 1904 року запасний фельдшер Дмитро Кирилович Дяконенко[1];
- 1913 року селянин Савва Федорович Зубенко[2];
- 1915 року селянин Єгор Панфілович Комишний[3].